# Карельский Городок (Молоковский муниципальный округ)
Карельский Городок (карел. Gorotka) — деревня в Молоковском районе Тверской области, Россия. В 2005-2021 годах входило в Обросовское сельское поселение.
Карельский Городок основан карельскими переселенцами около 1660 года.
В деревне работает ООО «Агрофирма Карельский городок», специализирующаяся на выращивании картофеля. Имеются начальная школа, клуб, библиотека, детский сад и медицинский пункт.
Карельский Городок — родина Героя Советского Союза А. В. Макалова (1923-1986).

## Население
| 2008 | 2010 |
| ---- | ---- |
| 198  | ↘175 |